# Мирза, Дия
Дия Мирза (англ. Dia Mirza, хинди दिया मिर्ज़ा, урождённая Дия Хандрих (англ. Dia Handrich); род. 9 декабря 1981 года, Хайдарабад, Андхра-Прадеш) — индийская актриса

 и фотомодель.

## Биография
Отец Дии — немец Фрэнк Хандрих, был графиком, архитектором, художником и дизайнером интерьеров (умер в 1990 году), мать — бенгалка Дипа, ландшафтный дизайнер в настоящее время добровольно помогает реабилитироваться наркоманам и алкоголикам, отчим — мусульманин из Хайдарабада Ахмед Мирза, (умер в 2004 году). Когда ей было 4 года, родители развелись, и Дия осталась жить с матерью.
По окончании 10-го класса школы она взялась за подработку во время летних каникул — работала моделью для компьютерной фирмы. Затем последовала работа в рекламе Emami и Lipton.
Её награды: вице-мисс на конкурсе «Мисс Индия 2000», победительница конкурса «Мисс Азия и Океания 2000». Дия Мирза — третья индианка после Зинат Аман и Тары Энн Фонсеки, победившая на этом конкурсе.
Дебютировала в 2001 году в фильме «Ты в сердце моём» с Мадхаваном и Саифом Али Ханом.

## Личная жизнь
Диа Мирза вышла замуж за своего бойфренда Сахила Сангху в октябре 2014 года в манере Арья Самадж.В августе 2019 года Мирза объявил об их расставании.
15 февраля 2021 года Мирза вышла замуж за бизнесмена Вайбхава Рекхи в Мумбаи.

## Фильмография
| Год  | Фильм                       | Роль                       | Примечания                               |
| ---- | --------------------------- | -------------------------- | ---------------------------------------- |
| 2001 | Ты в сердце моём            | Рина Мальхотра             |                                          |
| 2001 | Одержимые любовью           | Киран Чоудхари             |                                          |
| 2002 | Я не могу тебя забыть       | Мускан                     |                                          |
| 2003 | Понять друг друга           | Назнин Джамал              |                                          |
| 2003 | Гордость                    | Саундария                  |                                          |
| 2003 | Найти в себе силы           | Кавери                     |                                          |
| 2004 | Stop!                       | Шама                       |                                          |
| 2004 | Только ты                   | Джия Хан                   |                                          |
| 2004 | Ну что, влюбился?           | Прити                      | приглашенная звезда                      |
| 2005 | Потерянный мир              | Наташа / Гитанджали        |                                          |
| 2005 | Мой брат… Никхил            |                            | приглашенная звезда                      |
| 2005 | Наедине с сыном             | Анжали Мохан, жена Шекхара |                                          |
| 2005 | Ангел любви                 | Гаятри Тантия              |                                          |
| 2005 | Час икс                     | Ану Дхир                   |                                          |
| 2005 | Что с моим сердцем?         | Симран                     |                                          |
| 2006 | Бойцовский клуб             | Ану Чопра                  |                                          |
| 2006 | Незадачливые бизнесмены     |                            | камео                                    |
| 2006 | Чужой                       | Purva Rana                 |                                          |
| 2006 | Братан Мунна 2              | Симран                     |                                          |
| 2006 | Prateeksha                  | Рина Браун                 | TV release                               |
| 2007 | Путешествие в медовый месяц | Шилпа                      |                                          |
| 2007 | Перестрелка в Локандвале    | Мита Мату                  |                                          |
| 2007 | В погоне за удачей          | Адити                      |                                          |
| 2007 | Привет, малышка!            |                            | приглашенная звезда в песне «Heyy Babyy» |
| 2007 | Когда одной жизни мало      |                            | приглашенная звезда                      |
| 2007 | Десять историй о любви      | Сия                        | новелла «Захир»                          |
| 2008 | Четверка сумасшедших        | Шиха                       |                                          |
| 2008 | Kabhi Bhi Kahin Bhi         | Сапна                      |                                          |
| 2009 | Джай и Виру                 | Анна                       |                                          |
| 2009 | Крестьяне                   | Прия Каур                  |                                          |
| 2009 | Заброшенная фабрика         | Макс                       |                                          |
| 2009 | Фрукт и орех                | Моника «Мону» Гохале       |                                          |
| 2009 | Жертва                      | Рехана                     |                                          |
| 2010 | Я, ты и призрак             | Гехна Синха                |                                          |
| 2011 | Любовь, расставания, жизнь  | Найна Капур                |                                          |
| 2012 | Имя тебе — жизнь            |                            | приглашённая звезда                      |